# 隋唐两朝志传
隋唐兩朝志傳，又名《隋唐志傳通俗演義》，明朝罗贯中著，楊慎评点，现存明萬曆四十七年（1619年）姑蘇龔紹山刊本。十二卷一百二十三回，題“東原貫中羅本編輯，西蜀升庵楊慎批評”。
该书敘述隋末及唐一代事，至唐僖宗乾符五年止，凡二百五十九年。但本書用九十一回描寫隋敗唐興二十多年的歷史，僅用了其餘篇幅介紹貞觀以後兩百多年之事。

## 回目
- 第一回    	興宮室剪彩為花
- 第二回    	隋煬帝遊幸江都
- 第三回    	竇建德兵殺郭絢
- 第四回    	楊義臣掃清河北
- 第五回    	楊玄感兵起黎陽
- 第六回    	瓦崗寨群雄聚義
- 第七回    	翟讓李密據洛倉
- 第八回    	李密移檄數帝罪
- 第九回    	文靜世民議大事
- 第十回    	世民說李淵起兵
- 第十一回    	李淵遣使如突厥
- 第十二回    	唐兵大破宋老生
- 第十三回    	李淵合兵圍長安
- 第十四回    	李淵奉迎立代王
- 第十五回    	屈突通潼關射子
- 第十六回    	王世充東都救援
- 第十七回    	含嘉城秦瓊戰丘瑞
- 第十八回    	李密誘殺翟讓
- 第十九回    	化及江都弒煬帝
- 第二十回    	化及鴆殺少帝
- 第二十一回    	李淵受禪即帝位
- 第二十二回    	竇建德自立夏帝
- 第二十三回    	凌敬義說楊義臣
- 第二十四回    	冀州城麴稜降夏
- 第二十五回    	劉黑闥智賺范願
- 第二十六回    	化及招募眾豪傑
- 第二十七回    	范願大戰宇丞基
- 第二十八回    	聊城暗火燒倉庫
- 第二十九回    	義臣智破楊士覽
- 第三十回    	楊義臣遺書睡榻
- 第三十一回    	秦王北邙山射獵
- 第三十二回    	秦王被擒囚南牢
- 第三十三回    	徐世績私放秦王
- 第三十四回    	王世充借糧背德
- 第三十五回    	秦叔寶洛陽大戰
- 第三十六回    	魏徵四馬自投唐
- 第三十七回    	殷開山獨戰四將
- 第三十八回    	秦王十計羞李密
- 第三十九回    	劉武固定揚稱帝
- 第四十回    	宋金剛義釋張達
- 第四十一回    	元吉逃回長安城
- 第四十二回    	石州唐兵敗崇茂
- 第四十三回    	唐殺民部劉文靜
- 第四十四回    	廢越王世充篡隋
- 第四十五回    	李世績復歸大唐
- 第四十六回    	蘇世長結連朱粲
- 第四十七回    	世績雲遊訪叔寶
- 第四十八回    	秦叔寶棄鄭投唐
- 第四十九回    	叔寶污敬德畫像
- 第五十回    	郭孝恪謀退北虜
- 第五十一回    	世績大破王行本
- 第五十二回    	柏壁關唐劉大戰
- 第五十三回    	美良川秦王三跳澗
- 第五十四回    	敬德三鞭換兩鐧
- 第五十五回    	世績智取柏壁關
- 第五十六回    	唐兵介休燒糧草
- 第五十七回    	金剛敗走北突厥
- 第五十八回    	休城敬德詐降唐
- 第五十九回    	劉世讓謀殺武周
- 第六十回    	敬德舉介休降唐
- 第六十一回    	單雄信割袍斷義
- 第六十二回    	尉遲恭榆窠救主
- 第六十三回    	李世民興兵伐鄭
- 第六十四回    	竇建德興兵救鄭
- 第六十五回    	竇建德大戰唐兵
- 第六十六回    	建德敗走牛口谷
- 第六十七回    	楚朱粲醉烹段確
- 第六十八回    	尉遲恭怒擊妖婦
- 第六十九回    	李秦王平定東都
- 第七十回    	孝恭李靖破蕭銑
- 第七十一回    	劉黑闥反唐報仇
- 第七十二回    	黑闥箭射羅士信
- 第七十三回    	肥鄉城唐兵大戰
- 第七十四回    	建成平定河東府
- 第七十五回    	秦王謀據洛陽城
- 第七十六回    	秦王推刃同氣
- 第七十七回    	太宗代父即帝位
- 第七十八回    	李靖陰山破突厥
- 第七十九回    	玄武門奏七德舞
- 第八十回    	太宗廢太子承乾
- 第八十一回    	薛延陀納幣絕婚
- 第八十二回    	秦瓊含血噀敬德
- 第八十三回    	太宗教場定先鋒
- 第八十四回    	薛仁貴降服火龍
- 第八十五回    	唐太宗跨海征遼
- 第八十六回    	薛仁貴五箭取榆林
- 第八十七回    	摩天嶺三雄被戮
- 第八十八回    	李世績祭白玉山
- 第八十九回    	白岩城紅袍戰白袍
- 第九十回    	薛仁貴箭射飛刀
- 第九十一回    	高麗王輿櫬出降
- 第九十二回    	褚遂良叩頭流血
- 第九十三回    	武氏殺王后蕭妃
- 第九十四回    	薛仁貴三箭定天山
- 第九十五回    	廢中宗武后專權
- 第九十六回    	李敬業起兵匡復
- 第九十七回    	李孝逸兵敗敬業
- 第九十八回    	婁師德唾面自乾
- 第九十九回    	千騎奔斬李多祚
- 第一〇〇回    	誅韋后睿宗即位
- 第一〇一回    	李太白立掃番書
- 第一〇二回    	華陰李白倒騎騾
- 第一〇三回    	安祿山范陽作反
- 第一〇四回    	祿山計困顏杲卿
- 第一〇五回    	真源令張巡起兵
- 第一〇六回    	張巡縛草計取箭
- 第一〇七回    	哥舒翰靈寶戰賊
- 第一〇八回    	馬嵬驛楊氏伏誅
- 第一〇九回    	張許協守雎陽城
- 第一一〇回    	睢陽城張許死節
- 第一一一回    	駱悅殺賊史思明
- 第一一二回    	郭子儀大破吐蕃
- 第一一三回    	吐蕃回紇連入寇
- 第一一四回    	郭子權權重天下
- 第一一五回    	段秀實笏擊朱泚
- 第一一六回    	李晟斬汶復京城
- 第一一七回    	李希烈殺顏真卿
- 第一一八回    	陳仙奇毒殺希烈
- 第一一九回    	李瑀雪夜克蔡州
- 第一二〇回    	韓文公上佛骨表
- 第一二一回    	韓文公雪擁藍關
- 第一二二回    	柳公權用筆諫帝
- 第一二三回    	王仙芝大寇荊南